# Lapidazione di santo Stefano (Raffaello)
La Lapidazione di santo Stefano è un arazzo della bottega di Pieter van Aelst su disegno di Raffaello Sanzio, databile al 1515-1519 e conservato nella Pinacoteca Vaticana a Roma. Fa parte dei cartoni per gli arazzi della Cappella Sistina.

## Storia
Leone X incaricò Raffaello di realizzare dei cartoni preparatori per una serie di arazzi da collocare nella Cappella Sistina, tra la fine del 1514 e l'inizio del 1515. I cartoni vennero inviati a Bruxelles e trasformati in arazzi nella bottega di Pieter van Aelst. Giunsero a Roma entro il 1519, venendo esposti (sette su dieci) durante la solennità di santo Stefano (26 dicembre) di quell'anno. Gli altri tre dovettero pervenire immediatamente dopo. I cartoni erano destinati a decorare il registro più basso delle pareti (quello coi finti tendaggi), nella zona separata dalla transenna marmorea destinata al papa e ai religiosi; erano utilizzati nelle solenni festività e si leggevano, come le storie soprastanti, dalla parete dell'altare verso il lato opposto. 
Della Lapidazione di santo Stefano non si hanno notizie del cartone, che non fa quindi parte del gruppo al Victoria and Albert Museum.

## Descrizione e stile
La scena si ispira a un passo degli Atti degli Apostoli (VII, 55-59), ed è riferita, a giudicare dal risultato, dal Sanzio coadiuvato da Giulio Romano. 
Santo Stefano distende le braccia al centro della scena, inginocchiato, mentre riceve il martirio da alcuni aguzzini, sulla sinistra. Egli si rivolge a un gruppo angelico che appare in alto, mentre assiste Saulo, nell'angolo, prima della sua conversione.
Raffaello, consapevole del confronto con Michelangelo in Cappella, impostò i disegni con un crescendo drammatico, dove le figure prevalgono sul paesaggio o sull'architettura di sfondo, contrapponendosi in gruppi o in personaggi isolati, per facilitare la lettura delle azioni. Gli schemi sono dunque semplificati e i gesti e la mimica dei personaggi enfatizzati, per renderli più eloquenti e "universali". A differenza di Michelangelo però la monumentalità non deriva dal tormento plastico delle figure, ma da equilibri accuratamente studiati, che bilanciano la composizione e i sussulti spirituali dei protagonisti, nonostante le volute asimmetrie. 
Nonostante la sorveglianza di Bernard van Orley, affinché i modelli venissero rispettati fedelmente, gli arazzieri alterarono inevitabilmente le composizioni, indurendo i lineamenti delle figure e i paesaggi, nonché aggiungendo l'oro e vari arricchimenti ornamentali.